# Maud Bernhagen
Maud Anneli Bernhagen, född Bergström den 13 augusti 1969 i Nyhem, Jämtlands län, är en svensk idrottsjournalist. 
Bernhagen började på Östersundsposten under gymnasietiden och fick fast tjänst där efter gymnasiet. Hon kom till TV4 Jämtland 1994 och började på TV4 Sporten i Stockholm 1995. Hon har bland annat tillsammans med Peppe Eng varit programledare för Fotbollsgalan 2002. Hon är regelbundet nyhetsankare hos TV4-sporten.
Bernhagen är gift och har två barn. Hennes make arbetar som producent för SVT.